# Grace Metalious
Grace Metalious (Marie Grace DeRepentigny, 8 de septiembre de 1924-25 de febrero de 1964) fue una escritora estadounidense, reconocida por su controvertida novela Peyton Place, la cual permaneció en la lista de best-sellers del periódico The New York Times por 59 semanas. El libro vendió 20 millones de copias en tapa dura y otros 12 millones en su edición de bolsillo.

## Biografía

### Primeros años
Grace nació en la pobreza, en un sector rural de Mánchester, Nuevo Hampshire, donde empezó a escribir a una temprana edad. Empezó a actuar en obras de teatro escolares, y después de la graduación se casó con George Metalious en una iglesia católica de Mánchester en 1943, convirtiéndose en ama de casa y madre. Luego se trasladaron a Durham, Nuevo Hampshire, y George ingresó en la Universidad de Nuevo Hampshire. En Durham, Grace Metalious empezó a escribir con mayor énfasis. Al graduarse, George tomó el cargo de director en el colegio Gilmanton.

### Peyton Place

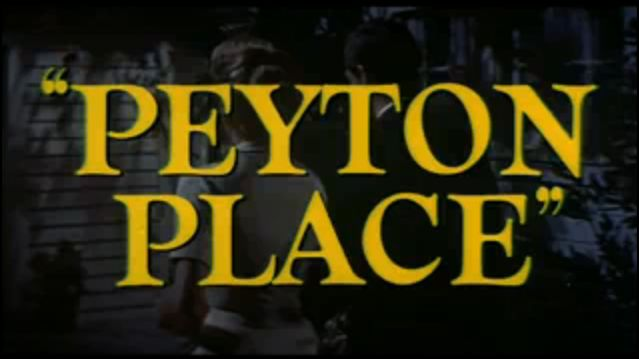
Presentación de la serie de TV de 1957 basada en la novela de Grace, dirigida por Mark Robson.

A los treinta años, empezó a redactar un manuscrito en el que se contaban los secretos íntimos de una pequeña comunidad de Nueva Inglaterra. Inicialmente la tituló The Tree and the Blossom ("El árbol y la flor"). En 1955, había terminado un primer borrador. Sin embargo, decidieron que el título era inapropiado y lo cambiaron a Peyton Place.
Encontró un agente, M. Jacques Chambrun, quien envió el manuscrito a tres grandes editoriales antes de ser aceptado en 1955 por la pequeña editorial Julian Messner Inc., operada por Kathryn G. Messner. Otra figura importante en la publicación de la novela fue Leona Nevler, de la editorial Little, Brown and Lippincott, ya que fue la primera en reconocer el potencial de Peyton Place. Nevler leyó la novela, y convenció a Messner de incluirla en su catálogo.
En el momento de su publicación, la novela se convirtió en un fenómeno internacional en ventas, llegando a estar 59 semanas en la lista de best-sellers del The New York Times. La historia de las desventuras de un pequeño pueblo de Nueva Inglaterra cautivó a los lectores de una forma impensada y ayudó a Grace a mejorar sustancialmente sus ingresos.

### Otros trabajos
Sus otras novelas vendieron bien pero no pudieron equiparar el éxito que representó su primer libro. Return to Peyton Place (1959) fue seguida por The Tight White Collar (1961) y No Adam in Eden (1963), esta última sobre los campesinos de Mánchester.

## Muerte
Habiendo enfermado de cirrosis debido al excesivo consumo de alcohol, Metalious falleció el 25 de febrero de 1964, a la edad de 39 años.